# Amaltea (mitologia)
Segons la mitologia grega, Amaltea (grec antic: Ἁμάλθεια, 'tendra') va ser la nodrissa de Zeus, quan aquest déu era nadó. El crià en secret per evitar que Cronos el trobés i el devorés, i va reunir al seu voltant els curets, que amb les seves danses sorolloses i els seus cants ofegaven els plors del nen. Es deia que Amaltea havia penjat l'infant d'un arbre perquè el seu pare no el trobés "ni al cel, ni a la terra, ni al mar". De vegades, se la representa com una nimfa que dona a Zeus llet de cabra, i en canvi altres vegades Amaltea és la cabra mateixa.
La nimfa Amaltea era filla de Melisseu (o bé d'Oceà). La cabra Amaltea era filla d'Hèlios, el Sol, i vivia en una cova a Creta. Quan Amaltea és una nimfa, la cabra es diu simplement Aix (cabra). Com a cabra, tenia un aspecte terrorífic, i els Titans s'espantaven tant en veure-la que Gea, la Terra, l'havia amagat en una cova de les muntanyes de Creta. Es va trencar una de les banyes i la nimfa Amaltea la va omplir de flors i fruites i la va oferir a Zeus. D'altres diuen que va ser Zeus mateix qui va trencar la banya, llavors la va regalar a Amaltea dient-li que aquell corn sempre li proporcionaria tot el que desitgés. Amaltea va donar la banya al seu germà Aqueloos, que havia trencat el seu corn lluitant amb Hèracles per obtenir la mà de Deianira. Aquesta banya seria coneguda des de llavors com el corn de l'abundància o cornucòpia.
Segons l'antiga mitologia, aquest corn va tenir nombrosos propietaris. Va esdevenir el símbol de l'abundància i de riqueses inesgotables i l'atribut de nombrosos déus: Hades, Gea, Demèter, Cíbele, Hermes i de rius com el Nil, que fertilitzava la terra. El terme corn d'Amaltea s'aplicava a una comarca fèrtil.
Quan Zeus va lluitar contra els titans, va protegir la seva cuirassa amb la pell d'Amaltea, l'ègida, i a la cabra la va posar al cel, convertint-la en la constel·lació de Capricorn.